# Relaciones entre Israel y la Santa Sede
Las relaciones entre Israel y la Santa Sede tratan de las relaciones diplomáticas entre el Estado de Israel y la Santa Sede. Las relaciones diplomáticas formales entre ellos se establecieron en 1993 después de la adopción del Acuerdo Fundamental por los dos Estados el 30 de diciembre de 1993. Una nunciatura de la Santa Sede en Israel y una embajada de Israel en Roma se establecieron el 19 de enero de 1994. Desde el punto de vista de la Santa Sede, el establecimiento de relaciones diplomáticas entre los dos estados es parte de la reconciliación cristiano-judía; y desde el punto de vista israelí, la normalización de las relaciones diplomáticas. Antes del establecimiento de relaciones diplomáticas, los intereses de la Iglesia católica en Israel fueron atendidos por el Delegado Apostólico en Jerusalén y Palestina, el Patriarca Latino de Jerusalén y el Custodio de Tierra Santa, todos los cuales continúan funcionando.
Andrea Cordero Lanza di Montezemolo fue nombrado primer nuncio apostólico en Israel, Shmuel Hadas fue nombrado primer embajador de Israel ante la Santa Sede, en septiembre de ese año. El actual nuncio en Israel es Adolfo Tito Yllana, nombrado el 3 de junio de 2021. Sigue  Leopoldo Girelli, que fue nombrado el 13 de septiembre de 2017, Giuseppe Lazzarotto, que fue nombrado en 2012, Antonio Franco, que fue nombrado en 2006, Pietro Sambi, que fue nombrado en 1998, y el primer Nuncio a Israel, Andrea Cordero Lanza di Montezemolo.
El actual embajador de Israel ante la Santa Sede es Oren David. Zion Evrony fue Embajador desde el 30 de septiembre de 2012 hasta 2016. Siguió a Mordechay Lewy, quien fue nombrado en mayo de 2008, Oded Ben-Hur (desde junio de 2003), Yosef Neville Lamdan (desde septiembre de 2000), Aharon Lopez (desde abril de 1997) y Shmuel Hadas (desde septiembre de 1994).

## Historia
El Acuerdo Fundamental entre la Santa Sede y el Estado de Israel fue firmado por la Santa Sede e Israel el 30 de diciembre de 1993, y entró en vigor el 10 de marzo de 1994. Se ocupa de los derechos de propiedad y exenciones fiscales de la Iglesia católica en territorio israelí. Como resultado del acuerdo, la Santa Sede estableció el 15 de junio de 1994 plenas relaciones diplomáticas con Israel. La Santa Sede creó una Nunciatura Apostólica en Israel en Tel Aviv y nombró un Nuncio Apostólico. Aún quedaban por resolver varias cuestiones pendientes.
los 10 de noviembre de 1997, la Santa Sede e Israel han llegado a un acuerdo sobre el reconocimiento de la personalidad jurídica pero ninguno de los dos ha sido adoptado por el parlamento israelí, la Knesset. Al adoptar este acuerdo, Israel reconocería la personalidad jurídica y la autoridad del derecho canónico dentro de la Iglesia Católica y sus instituciones, así como las del Patriarcado Latino de Jerusalén y los Patriarcados Católicos Orientales y sus respectivas diócesis. en el territorio de Israel, y su reconocimiento de la ley israelí vigente en materia civil y penal.
Se alcanzó a un punto culminante en la relación cuando el Papa Juan Pablo II hizo su peregrinación a Tierra Santa en el año jubilar de 2000. Aunque la naturaleza religiosa de la visita era preeminente, los aspectos políticos no podían ser ignoradas - como, por ejemplo, cuando Juan Pablo llamó al Presidente de Israel, y cuando se reunió con el Primer Ministro y los miembros de su gabinete.
Las tensiones diplomáticas a menudo surgen debido a los acuerdos de derechos de propiedad no resueltos y exenciones de impuestos para la Iglesia en Israel, el activismo político del clero en Israel y Palestina y la interacción entre Israel y el la Santa Sede por un lado y el Diálogo Interreligioso judeo-católico por el otro. Las principales preocupaciones de la Santa Sede en Israel son la protección de los ritos romanos, la Iglesia católica, sus propiedades y bienes y los lugares santos. Israel, por su parte, a menudo se ofendía por cuestiones que la Iglesia percibía como internas, pero que tenían consecuencias desde el punto de vista de la narrativa histórica de Israel (por ejemplo,y su supuesto silencio durante la Segunda Guerra Mundial.
Las relaciones siguen siendo tensas en general debido al incumplimiento de los acuerdos sobre derechos de propiedad sobre algunas iglesias en Tierra Santa. Israel y la Santa Sede conceden especial importancia a esta relación diplomática. En muchos sentidos, es una relación única, impregnada de siglos de encuentros entre católicos y judíos, y abarcando intereses que ambas partes consideran de suma importancia.

## Cooperación bilateral
|                                             | Santa Sede                                                 | Israel                                                         |
| ------------------------------------------- | ---------------------------------------------------------- | -------------------------------------------------------------- |
| Bandera                                     |                                                            | Bandera de Israel                                              |
| Población                                   | 1,000 (2017)                                               | 8,904,280 (2018)                                               |
| Área                                        | 0,4 kilómetros cuadrados (0 mi²)                           | 20 770 kilómetros cuadrados (8019 mi²)                         |
| Densidad de población                       | 2,272/km² (5,884/sq mi)                                    | 403/km² (1,044/sq mi                                           |
| Capital                                     | Ciudad del Vaticano                                        | Jerusalén                                                      |
| Ciudad más grande                           | Ciudad del Vaticano                                        | Jerusalén                                                      |
| Más grande metro área                       | Ciudad del Vaticano                                        | Tel Aviv-Yafo                                                  |
| Gobierno                                    | Absoluto sacerdotal monarquía, Teocracia                   | República parlamentaria                                        |
| Primer jefe de estado                       | Simón Pedro                                                | Rey Saúl                                                       |
| Jefe de estado actual                       | Papa León XIV                                              | Benjamin Netanyahu                                             |
| Lengua oficial                              | Latín                                                      | Hebreo                                                         |
| Religiones principales [la cita necesitada] | 100% Iglesia católica                                      | 75.4% judíos, 20.89% musulmán, 7.8% cristianos y otros         |
| Grupos étnicos                              | 72% Clero, 28% Laicado                                     | 75.4% judíos de distintas etnias, 20.6% palestinos, 4.1% otros |
| PIB (nominal)                               | EE. UU.$315 millones ($315,000 per cápita)                 | EE. UU.$305 mil millones ($38,004 per cápita)                  |
| Gastos militares                            | $1.5 millones (0.5% de PIB)                                | $23.2 mil millones (7.6% de PIB)                               |
| Tropas militares                            | 295                                                        | 176,500                                                        |
| Hablantes ingleses                          | 50%                                                        | 84.97%                                                         |
| Fuerzas laborales                           | 4,822 (más los trabajadores residen en Italia circundante) | 4,198,000                                                      |

## Misiones diplomáticas residentes
- Santa Sede tiene una oficina de representación en Tel Aviv: Andrea Cordero Lanza di Montezemolo fue nombrado primer nuncio apostólico en Israel, y Shmuel Hadas fue nombrado primer embajador de Israel ante la Santa Sede en septiembre del mismo año.
- Israel tiene una delegación especial ante la Santa Sede: El actual embajador de Israel ante la Santa Sede es Oren David. Zion Evrony fue embajador de 30 de septiembre de 2012 hasta 2016.[8]